# 浅野裕史
浅野 裕史（あさの ひろし、1966年12月3日 - ）は、北海道出身の元サッカー選手でアメリカンフットボール選手。
札幌第一高校、札幌大学卒業。ポジションはキッカー。174 cm、69 kg。JFA公認C級コーチ。関東在住。

## 略歴
札幌第一高校サッカー部時代から頭角を現し、全国大会を経験。その後、札幌大学に進学してサッカー部に所属。アシスト王、最優秀選手、全国地域学生選抜に選出される。
- 総理大臣杯全日本大学サッカートーナメント出場
- 全日本大学サッカー選手権大会出場
- 天皇杯全日本サッカー選手権大会出場

大学卒業後は、富士通(現川崎フロンターレ)に4年間在籍する。
その後、川崎フロンターレ育成コーチとして5年間、川崎の小学校や川崎養護高等学校の生徒にサッカーを指導。
1994年から、当時富士通フロンティアーズヘッドコーチだった輿亮から誘いで
アメリカンフットボール に転向し、社会人リーグXリーグに活動の場を移す。
近年、後進の育成に力を入れており、2009年頃から母校札幌大学サッカー部の為、全国の優秀な学生を発掘、スカウト活動に協力していたが、2011年頃には強化担当として活動を本格化させている。
また2017年には総監督に就任。関東在住の浅野に代わって現場は砂川誠(元コンサドーレ札幌)の指揮体制であった。
2018年以降もスカウトは継続しており、これまでJリーグクラブ・ユース選手や西南フットボールクラブ、山梨学院中学高等学校、秋田商業高等学校、
前橋育英高等学校、桐光学園中学校・高等学校、中央学院高等学校など強豪校の有望選手を獲得し、手腕を発揮している。
縁あって2011年頃より数年ハワイにて小中学生向けサッカークリニックを開催していた。そのつながりからハワイ州ミリラニ生まれで米国ブラウン大学(Brown University出身の女子サッカー選手のアリソン・レイコ・カガワ(Allison Kagawa)がなでしこリーグでプレーしたいとの相談を受けて
スフィーダ世田谷での活躍を全面サポート(2016年-2018年)
していた。

## 経歴
- 1982年 - 1985年　札幌第一高校サッカー部
- 1985年 - 1990年　札幌大学サッカー部
- 1990年 - 1993年　富士通サッカー部
- 1994年 - 1997年　アメリカンフットボール(Xリーグ) 富士通フロンティアーズ(選手)

- 1998年 - 2000年　　　　　　〃　　　　　　　　　　サンスタークラブ・ファイニーズ(現エレコム神戸ファイニーズ)(選手)[2]
- 2001年 - 2003年　　　　　　〃　　　　　　　　　　富士通フロンティアーズ(選手)
- 2004年 - 2007年　　　　　　〃　　　　　　　　　　クラブハスキーズ(選手)
- 2008年 - 2009年　　　　　　〃　　　　　　　　　　IBMビッグブルー(キッカーコーチ)
- 2010年 - 2016年　　　　　　〃　　　　　　　　　　東京ガスクリエイターズ(選手)[3]
- 2017年 　　　　　札幌大学サッカー部 (総監督)[4]
- 2021年 - 現在　　 HOLLAND COLLEGE HURRICANES(スカウト部長)
- 2023年 - 現在　　 矢板中央高校サッカー部(スカウト部長)[5]